# Georg Ernst von Reichau
Georg Ernst von Reichau (* 7. Mai 1658 in Bärwalde; † 21. April 1735) war ein deutscher Stiftamtmann in dänisch-norwegischen Diensten.

## Leben
Georg Ernst von Reichau war ein Sohn des baden-durlachischen Geheimrates Friedrich von Reichau und dessen Gattin Catharina, geborene von Fuchs. Als Knabe kam er an den dänischen Hof, dort wurde er Vorschneider und Kammerjunker. 1685 wurde er Amtmann über Aalholm und Maribo. 1689 übernahm er zudem das Amt Halsted. 1697 wurde von Reichau zum Staatsrat ernannt, 1717 zum Konferenzrat. 1722 wurde er Stiftsbefehlshaber über Lolland und Falster. 1729 bekam er das weiße Band verliehen.

## Ehen und Nachkommen
Am 6. Mai 1685 heiratete von Reichau Gräfin Sophie Amalie Holck. Aus der Ehe ging die Tochter Sophie Ulrikke (* Juli 1689 in Ålholm; † 19. März 1745 in Bergegård) hervor. Sie heiratete 1711 den Staatsrat Christian Corneliusen Lerche, 1722 den Oberst Christian Ulrich von Hausmann, 1735 den Generalmajor Jacob Friderich von der Lühe.
Am 25. September 1699 heiratete von Reichau Anna Margrethe von Knuth. Aus der Ehe gingen die Töchter Louise (* 1701; † 1745) und Sophie Amalie (* 1703; † 1729) hervor. Louise heiratete 1722 den Kammerjunker Cornelius Johan Lerche, Sophie Amalia heiratete 1729 den Oberst Gustav Eherenreich von Poell.